# Ізяслав Микулич
Ізяслав Микулич (? — 1184) — український князь часів Київської держави, з гілки Ізяславичів Полоцьких.
Син Микули (Миколи) Давидовича, брат Логозького князя Всеслава Микулича.
За іншою версією, він є онуком Ізяславського князя Володши, через його сина Брячислава. 
1181 року брав участь в боротьбі Великого князя Київського Святослава Всеволодовича з Смоленським князем Давидом Ростиславичем - про це сказано в «Слові о полку Ігоревім». 
Відповідно до цього джерела, між Давидом, Глібом Друцький і Чернігівськими князями відбулася битва, на якій не було Святослава, і він поспішив на допомогу своїм союзникам, зустрівши по шляху кількох полоцких князів, в числі яких був Ізяслав Микулич. У союзі з ними Святослав і виграв битву.
У 1184 році, згідно з літописом, Ізяслав загинув у битві з половцями.